# Rambha (Odisha)
Rambha es una ciudad y  comité de área notificada situada en el distrito de Ganjam en el estado de Odisha (India). Su población es de 12111 habitantes (2011). Se encuentra a  86 km de Brahmapur y a 148 km de Bhubaneswar.

## Demografía
Según el censo de 2011 la población de Rambha era de 12111 habitantes, de los cuales 6113 eran hombres y 5998 eran mujeres. Rambha tiene una tasa media de alfabetización del 75,47%, superior a la media estatal del 72,87%: la alfabetización masculina es del 85,66%, y la alfabetización femenina del 65,11%.

## Clima
| Parámetros climáticos promedio de Rambha, Odisha | Parámetros climáticos promedio de Rambha, Odisha | Parámetros climáticos promedio de Rambha, Odisha | Parámetros climáticos promedio de Rambha, Odisha | Parámetros climáticos promedio de Rambha, Odisha | Parámetros climáticos promedio de Rambha, Odisha | Parámetros climáticos promedio de Rambha, Odisha | Parámetros climáticos promedio de Rambha, Odisha | Parámetros climáticos promedio de Rambha, Odisha | Parámetros climáticos promedio de Rambha, Odisha | Parámetros climáticos promedio de Rambha, Odisha | Parámetros climáticos promedio de Rambha, Odisha | Parámetros climáticos promedio de Rambha, Odisha | Parámetros climáticos promedio de Rambha, Odisha |
| Mes                                              | Ene.                                             | Feb.                                             | Mar.                                             | Abr.                                             | May.                                             | Jun.                                             | Jul.                                             | Ago.                                             | Sep.                                             | Oct.                                             | Nov.                                             | Dic.                                             | Anual                                            |
| ------------------------------------------------ | ------------------------------------------------ | ------------------------------------------------ | ------------------------------------------------ | ------------------------------------------------ | ------------------------------------------------ | ------------------------------------------------ | ------------------------------------------------ | ------------------------------------------------ | ------------------------------------------------ | ------------------------------------------------ | ------------------------------------------------ | ------------------------------------------------ | ------------------------------------------------ |
| Temp. máx. media (°C)                            | 27                                               | 30                                               | 34                                               | 36                                               | 37                                               | 34                                               | 32                                               | 31                                               | 32                                               | 32                                               | 30                                               | 28                                               | 31.9                                             |
| Temp. mín. media (°C)                            | 16                                               | 19                                               | 23                                               | 27                                               | 29                                               | 28                                               | 27                                               | 27                                               | 26                                               | 23                                               | 20                                               | 16                                               | 23.4                                             |
| Lluvias (mm)                                     | 12.40                                            | 17.40                                            | 18.60                                            | 15.00                                            | 40.30                                            | 150.00                                           | 282.10                                           | 272.80                                           | 180.00                                           | 93.00                                            | 33.00                                            | 18.60                                            | 1133.2                                           |
| Fuente: MSM Weather                              |                                                  |                                                  |                                                  |                                                  |                                                  |                                                  |                                                  |                                                  |                                                  |                                                  |                                                  |                                                  |                                                  |